# Borden (Indiana)
Pour les articles homonymes, voir Borden.
Borden est une municipalité américaine située dans le comté de Clark en Indiana.
Lors du recensement de 2010, sa population est de 808 habitants. La municipalité s'étend sur 1,39 mille carré (3,6 km2).
La localité est fondée en 1816 par John Borden, qui lui donne le nom de New Providence en référence à la capitale du Rhode Island dont il est originaire. En 1884, son fils William W. Borden fait fortune dans les mines de Leadville (Colorado) puis fonde l'institut Borden, une bibliothèque et un musée à New Providence,. Le bourg est par la suite renommé en leur honneur.